# المحابشة (حجة)

تعديل مصدري - تعديل

المحابشة هي مدينة ومركز مديرية المحابشة بمحافظة حجة اليمنية، بلغ تعداد سكانها 15571 نسمة حسب الإحصاء الذي أجري عام 2004.